# Gilbert Grau i Salvat
Gilbert Grau i Salvat (Elna, Rosselló 1922 - 1994) fou un polític independentista nord-català i federalista europeu, que denuncià el colonialisme francès i espanyol i reivindicà la reunificació dels Països Catalans així com el reconeixement internacional de Catalunya.
Fill d'una antiga família il·liberenca, és germà de l'arqueòleg Roger Grau, pare de Daniela Grau i Humbert i sogre de Jordi Vera i Arús.